# Радехівський повіт
Радехівський повіт — історична адміністративно-територіальна одиниця у складі спочатку Королівства Галичини та Володимирії (1912-1918), а потім — Західно-Української Народної республіки, Польщі, УРСР і дистрикту Галичина.
Приблизно збігається з територією Радехівського району Львівської області.
Територія повіту становила 1 125 км², населення — 68 508.
Адміністративний центр — місто Радехів, у якому мешкало близько 5 000 осіб.

## Австро-Угорщина
Утворений 1912 року. До складу Радехівського повіту ввійшли вся Радехівська (від Кам'янського повіту) і Лопатинська (від Брідського або Бродівського повіту) судові округи. Вважався наймолодшим повітом Галичини.

## ЗУНР
Повітовим комісаром був Олександер Росткович, інженер, управитель будівельної експозитури (колишній москвофіл). У зв'язку з великою територією повіту був призначений окремий повітовий комісар на Судовий округ Стоянів — Юрій Заремба, селянин. Головою Повітової УНРади і делегатом до УНРади обрали о. Степана Петрушевича, пароха в Холоєві (УНДП). Міським комісаром (бургомістром) був обраний жандарм Стефан Обертає.
Повіт входив до Тернопільської військової області ЗУНР.

## Під польською окупацією
Після окупації поляками Галичини включений у 1921 р. до новоствореного Тернопільського воєводства.
Радехівський повіт був розташований на північному заході воєводства. Межував із Волинським воєводством на півночі, зі Львівським на заході, а також повітами Тернопільського воєводства: на сході — з Бродівським, на півдні і південному сході — з Кам'янським.

### Адміністративний поділ
1 липня 1925 р. з повіту вилучені гміни (села) Руда Бродська, Монастирок Бродський, Станіславчик і Бордуляки і включені до Бродівського повіту.
1 квітня 1927 р. вилучено частину сільської гміни Полове Радехівського повіту й утворено самоврядну гміну Тарнувка.
1 квітня 1930 р. вилучена частина сільської гміни Нивиці Радехівського повіту і включена до сільської гміни Станіславчик Бродського повіту, 15 червня 1934 р. — ще значна частина земель села Нивиці передана селу Станіславчик.
У відповідності до розпорядження міністра внутрішніх справ Польщі від 14 липня 1934 року «Про поділ повіту Радехівського у воєводстві Тарнопольському на сільські ґміни», 1 серпня 1934 року у Радехівському повіті були утворені об'єднані сільські ґміни (відповідають волостям).

#### Міста (Міські ґміни)
1. містечко Лопатин — місто з 1934 р.
2. містечко Радехів — місто з 1934 р.

#### Сільські ґміни
Кількість:
1920—1925 рр. — 56
1920—1927 рр. — 52
1927—1934 рр. — 53
1934—1939 рр. — 9
| Об'єднані сільські ґміни 1934 року | Об'єднані сільські ґміни 1934 року | Старі сільські ґміни | Кількість |
| ---------------------------------- | ---------------------------------- | --- | --------- |
| 1                                  | Ґміна Віткув Нови                  | Віткув Нови (Витків Новий), Віткув Стари (Витків Старий), Волька Сушаньска, Ордув (Ордів), Плове (Полове), Станін (Станин), Сушно, Тарнувка (Тернівка) (з 01.04.1927) | 8         |
| 2                                  | Ґміна Ляшкув                       | Батиюв (Батиїв), Грицоволя (Грицеволя), Кустин, Ляшкув (Ляшків), Подманастирек (Підмонастирок), Руденко Ляцкє, Руденко Рускє, Хмєльно (Хмільно)                       | 8         |
| 3                                  | Ґміна Оглядув                      | Майдан Стари (Старий Майдан), Манастирек Оглядовскі (Монастирок-Оглядівський), Нівіце (Нивиці), Оглядув (Оглядів), Оплуцко (Опліцько)                                 | 5         |
| 4                                  | Ґміна Радзєхув                     | Ганунін, Кшиве (Криве), Муканє (Мукані), Нємілув (Немилів), Ператин (Пиратин), Сьродопольце (Середпільці), Юзефув (Йосипівка)                                         | 7         |
| 5                                  | Ґміна Сєнькув                      | Барилув (Барилів), Воліца Барилова, Кулікув (Куликів), Сєнькув (Синьків), Увін (Увин)                                                                                 | 5         |
| 6                                  | Ґміна Стоянув                      | Романувка Стояновска (Стоянівська Романівка), Сабінувка (Сабанівка), Стоянув (Стоянів), Тетевчице (Тетевчиці)                                                         | 4         |
| 7                                  | Ґміна Топорув                      | Гуціско Тужаньскє (Гутисько-Турянське), Столпін (Стовпин), Топорув (Топорів), Труйца (Трійця), Туже (Тур'я)                                                           | 5         |
| 8                                  | Ґміна Холоюв                       | Дмитрув (Дмитрів), Мирув (Мирів), Нестаниче (Нестаничі), Павлув (Павлів), Холоюв (Холоїв)                                                                             | 5         |
| 9                                  | Ґміна Щуровіце                     | Завідче, Міколаюв (Миколаїв), Романувка Щуровєцка (Романівка Щуровецька), Смажув (Сморжів), Стшемільче (Стремільче), Щуровіце (Щуровичі)                              | 6         |
| передно до Бродівського повіту     | передно до Бродівського повіту     | Бордуляки (до 01.07.1925), Руда Бродська (до 01.07.1925), Монастирок Бродський (до 01.07.1925), Станіславчик (до 01.07.1925)                                          | 4         |

* Виділено містечка, що були у складі сільських ґмін та не мали міських прав.

### Населення
У 1939 році в повіті проживало 75 040 мешканців (50 745 українців-грекокатоликів — 67,62 %, 9 540 українців-латинників — 12,71 %, 3 795 поляків — 5,06 %, 2 795 польських колоністів міжвоєнного періоду — 3,72 %, 6 665 євреїв — 8,88 % і 1 500 німців та інших національностей — 2 %).
Публіковані польським урядом цифри про національний склад повіту за результатами перепису 1931 року (з 69 313 населення ніби-то було аж 25 427 (36,68 %) поляків при 39 970 (57,67 %) українців, 3 277 (4,73 %) євреїв і 583 (0,84 %) німців) суперечать даним, отриманим від місцевих жителів (див. вище), шематизмам та пропорціям за допольськими (австрійськими) та післяпольськими (радянським 1940 і німецьким 1943) переписами.

## СРСР
27 листопада 1939 р. повіт включений до новоутвореної Львівської області.
17 січня 1940 р. повіт ліквідований шляхом поділу на райони — кожен із кількох ґмін:
- Радехівський — з міської ґміни Радехів та сільських ґмін Радзєхув, Стоянув, Холоїв і Віткув Нови;
- Лопатинський — з міської ґміни Лопатин та сільських ґмін Ляшкув, Оглядув, Сєнькув, Топорув і Щуровіце.

## Третій Райх
Німецькою окупаційною владою 1.08.1941 відновлений Радехівський повіт, відновлений був також і поділ на ґміни. 11 серпня 1941 року Кам'янко-Струмилівський, Радехівський та Сокальський повіти було підпорядковано Кам'янко-Струмилівському повітовому староству (нім. Kreishauptmannschaft und Gemeindeverband Kamionka-Strumilowa — «окружне староство і об'єднання гмін Кам'янка-Струмилова»). Очолював його окружний староста — крайсгауптман.
1 липня 1943 створено Радехівський та Сокальський повітові комісаріати (нім. Landkommissariate Radziechów, Sokal). 
Після повторної радянської окупації на початку серпня 1944 р., радянською владою повіт знову був поділений на райони.